# Johannes Werner

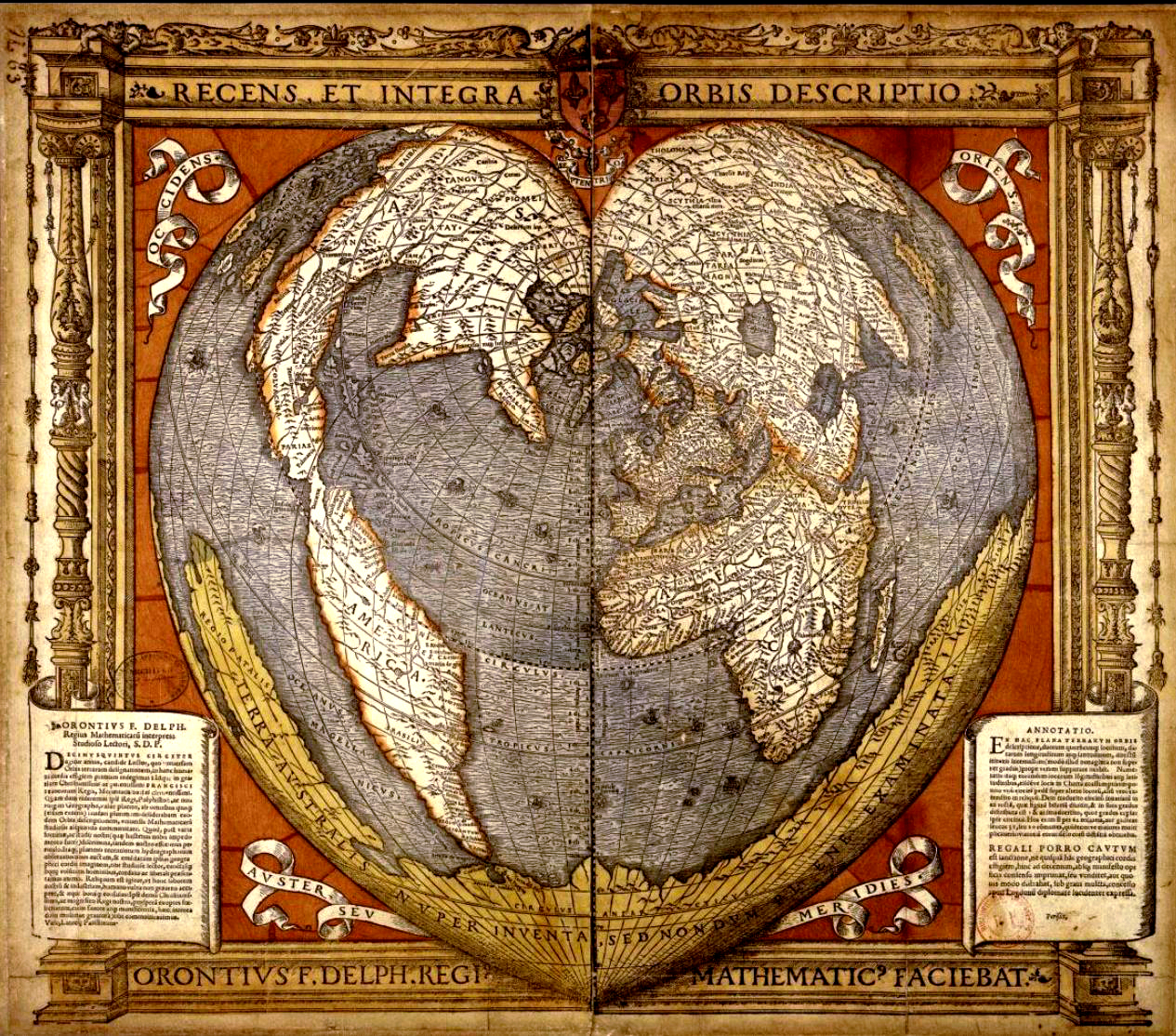
Mapamundi con proyección Werner (Recens et integra orbis descriptio, París, 1536).

Johannes Werner (Núremberg, 14 de febrero de 1468 - ibíd., mayo de 1522) fue un clérigo de Núremberg conocido por haber refinado y añadido las capacidades teóricas de la proyección geográfica en forma de corazón, desarrollada en primera instancia por su amigo y colaborador Johannes Stabius de Viena alrededor del año 1500 y que hoy en día se conoce como proyección Stab-Werner.

## Obra
Su única obra conocida es el libro Nova translatio primi libri geographiaae C. Ptolemaei (1514), en el que describe la proyección Werner o proyección cordiforme que fue usada de forma general en la realización de mapas mundiales y continentales a lo largo del siglo XVI hasta siglo XVII. Esta proyección fue empleada por Mercator y Ortelius a finales del siglo XVI para el desarrollo de los mapas de Asia y África. Ya en el siglo XVIII fue reemplazada por la Proyección de Bonne en los mapas continentales. Hoy en día esta proyección se emplea solo con motivos didácticos.
Colaboró con Johannes Stabius en la realización del reloj de sol que se puede observar en la iglesia de San Lorenzo Núremberg.

## Eponimia
- El cráter lunar Werner lleva este nombre en su memoria.[2]